# Ctenophoraster hawaiiensis
Ctenophoraster hawaiiensis är en sjöstjärneart som beskrevs av Fisher 1906. Ctenophoraster hawaiiensis ingår i släktet Ctenophoraster och familjen kamsjöstjärnor. Inga underarter finns listade i Catalogue of Life.